# High School Musical 2
High School Musical 2 è il secondo capitolo della saga di High School Musical, film TV del 2007 diretto da Kenny Ortega, nonché sequel del film del 2006 High School Musical. Il film è stato trasmesso in prima TV negli USA il 17 agosto 2007 su Disney Channel, mentre in Italia il 29 settembre 2007. Nel 2008 venne poi portato sul grande schermo il sequel di quest'ultimo, nonché ultimo film della serie, High School Musical 3: Senior Year.
Questo secondo seguito vede Troy, Gabriella e tutti i Wildcats alle prese con i lavori estivi. Durante il loro soggiorno come dipendenti del country club della famiglia Evans, dovranno formare un numero musicale da portare alla serata dei talent show che si terrà a breve. Questo provocherà però non pochi problemi a Troy e Gabriella, il quale amore verrà ostacolato nuovamente da Sharpay, sempre più intenta a cadere tra le braccia del giovane capitano della squadra di basket della East High.
In America la première televisiva del film è stata vista da quasi 18 milioni di telespettatori, contando quindi 10 milioni di telespettatori in più rispetto al primo film, facendo di High School Musical 2 il film prodotto per Disney Channel più visto di tutti i tempi. In tutto il mondo il film è stato visto da 39,4 milioni di telespettatori.

## Trama
Con la conclusione dell'anno scolastico, gli studenti della East High School festeggiano l'inizio delle vacanze estive. Troy e Gabriella stanno ufficialmente insieme e il ragazzo le regala una collana per esprimere il suo amore per lei.
Sharpay e Ryan hanno in programma di trascorrere l'estate al country club della loro famiglia, il Lava Springs; poiché Troy è in cerca di un lavoro con cui guadagnarsi gli studi del college, Sharpay intende farlo assumere al club così da poter cercare di conquistarlo. Troy convince il manager del club, il signor Fulton, ad assumere anche Gabriella (come bagnina) e il resto del loro gruppo di amici. Sharpay si infuria quando lo scopre e, non potendo far licenziare i ragazzi, ordina a Fulton di assegnare loro dei compiti difficili per spingerli a smettere. Nonostante ciò, Troy li incoraggia a non arrendersi.
Scoprendo che Troy è preoccupato per i finanziamenti per il college, Sharpay organizza la sua promozione nella squadra di basket dell'Università di Albuquerque, sperando così di convincerlo a cantare con lei al talent show del club. Nel frattempo, Kelsi scrive una canzone per Troy e Gabriella da cantare con i loro amici nel medesimo spettacolo.
Ryan si rende conto di essere stato messo da parte della sorella a favore di Troy, quindi si ribella a Sharpay e così facendo viene avvicinato da Taylor e Gabriella, le quali lo invitano a una partita di baseball. Ryan fa amicizia con i Wildcats e li convince a prendere parte al talent show.
La relazione di Troy e Gabriella diventa tesa, in quanto il ragazzo trascura lei e i suoi amici per tutti gli eventi a cui Sharpay lo fa partecipare. Troy si ingelosisce nel vedere Gabriella con Ryan e successivamente ha un'accesa discussione con Chad per averli abbandonati dopo essere stato promosso.
Quando Sharpay scopre che Ryan e i Wildcats stanno preparando un'esibizione per lo spettacolo, fa sì che a tutto il personale sia vietato partecipare allo show. Gabriella affronta la ragazza al riguardo rinfacciandole il suo egoismo anche nei confronti del fratello, dopodiché lascia il suo lavoro al Lava Springs. Troy cerca di convincerla a cambiare idea, ma Gabriella esprime la perdita di fiducia nei suoi confronti e gli restituisce la collana.
Troy viene evitato dai suoi amici; scoprendo il divieto imposto da Fulton di far partecipare ai ragazzi allo spettacolo, capisce di avere sbagliato e riferisce a Sharpay che non canterà con lei. Dopodiché si scusa con Chad e i Wildcats riconciliandosi con loro e viene convinto a partecipare allo show a patto che possano farlo anche i suoi amici. Troy si esibisce e viene raggiunto sul palco da Gabriella, mentre Sharpay si congratula con Ryan per la vittoria allo spettacolo.
Finalmente riuniti, i ragazzi fanno una festa in piscina per celebrare la fine dell'estate.

## Personaggi

### Personaggi principali
- Troy Bolton (interpretato da Zac Efron) è il protagonista maschile del film. È il ragazzo più conosciuto nella East High ed è il ragazzo più popolare della scuola e il capitano della sua squadra di basket. Ha una relazione con la timida Gabriella Montez conosciuta casualmente ad un capodanno nel film precedente. È anche amico di Jason e Zeke. Sharpay ha una cotta per lui ma non ricambiata.
- Gabriella Montez (interpretata da Vanessa Hudgens) è la protagonista femminile della storia. È una ragazza molto timida e così intelligente che ha anche preso parte alla gara di decathlon scientifico nel primo film. La sua migliore amica è Taylor McKessie. È anche amica di Kelsi e Martha.
- Sharpay Evans (interpretata da Ashley Tisdale) è l'antagonista del film, dal carattere solare, determinato e snob ed è la sorella gemella di Ryan. Ha una cotta per Troy Bolton e ogni volta cerca di allontanare quest'ultimo dalla sua amata Gabriella.
- Ryan Evans (interpretato da Lucas Grabeel) è il fratello gemello di Sharpay e il suo partner nelle esibizioni. Insieme hanno partecipato a 17 produzioni, e si ritengono esperti. Ryan è molto elegante, ossessionato dai propri vestiti. Nel secondo film, si nota che il personaggio di Ryan viene notevolmente rivoluzionato. Infatti, stanco di dipendere dalla sua perfida sorella decide di unirsi ai Wildcats e di stringerci amicizia.
- Chad Danforth (interpretato da Corbin Bleu) è il miglior amico di Troy, tanto che i due si considerano fratelli, ma è anche amico di Jason e Zeke. È spesso intenzionato a impressionare Taylor, di cui è innamorato.
- Taylor McKessie (interpretata da Monique Coleman) è la migliore amica di Gabriella. È il capo del club di scienze della scuola ed è innamorata di Chad.

### Personaggi secondari
- Mr. Thomas Fulton (interpretato da Mark L. Taylor) è il direttore del Lava Springs. È apparentemente contento che i Wildcats si siano stabiliti, ma si fa comandare da Sharpay.
- Coach Jack Bolton (interpretato da Bart Johnson) è il padre di Troy. Ha molto a cuore la carriera di basket di suo figlio. All'occorrenza infatti è anche l'allenatore della squadra di basket della East High.
- Mrs. Lucille Bolton (interpretata da Leslie Wing) è la mamma di Troy. È abbastanza rigida e severa e ha molto "potere" su suo marito, suo figlio e i suoi amici.
- Mr. Evans (interpretato da Robert Curtis Brown) è il padre di Ryan e Sharpay. Un uomo molto elegante che possiede il country club Lava Springs ed è anche nel Consiglio Direttivo del college dove Troy desidererebbe di andare.
- Mrs. Derby Evans (interpretata da Jessica Tuck) è la madre di Ryan e Sharpay. Anche lei una donna di classe, e quindi direttrice e presidente del Lava Springs.
- Zeke Baylor (interpretato da Chris Warren Jr.) ha una cotta per Sharpay e ama il mondo della cucina. Il suo lavoro estivo al Lava Springs è da assistente al capo chef.
- Jason Cross (interpretato da Ryne Sanborn) è amico di Troy, Chad e Zeke. In classe sembra essere il preferito della signorina Darbus e alcune volte non pensa prima di parlare. Il suo lavoro estivo al Lava Springs è quello di pulitore di piatti. Tuttavia non è molto sveglio.
- Kelsi Nielsen (interpretata da Olesya Rulin) è una studentessa della East High. È una pianista che compone anche musica e lavora come intrattenitrice musicale al Lava Springs. È amica di Martha e Taylor.
- Martha Cox (interpretata da Kaycee Stroh) è una studentessa modello della East High. Le piace la musica hip-hop. Il suo lavoro al Lava Springs è quello di cuoca. È amica di Kelsi e Taylor.

## Colonna sonora
| Canzone                                           | Cantante                                                   | Altri cantanti                            | Luogo                                                                      |
| ------------------------------------------------- | ---------------------------------------------------------- | ----------------------------------------- | -------------------------------------------------------------------------- |
| What Time Is It?                                  | Troy, Gabriella, Sharpay, Ryan, Chad, e Taylor             | Compagni                                  | La classe della Darbus, corridoi della scuola, mensa, entrata della scuola |
| Fabulous                                          | Sharpay e Ryan                                             | Le Sharpettes                             | La piscina del Country Club                                                |
| Work This Out                                     | Troy, Chad, Gabriella, Taylor, Jason, Kelsi, Zeke e Martha | Altri lavoratori della cucina             | La cucina del Country Club                                                 |
| You Are the Music in Me                           | Troy e Gabriella                                           | Kelsi, Chad, Taylor, Jason, Zeke e Martha | Nella stanza da piano del country club                                     |
| Humuhumunukunukua' pua' a (presente solo nel dvd) | Sharpay e Ryan                                             | Le sharpettes                             | il teatro del Country Club                                                 |
| I Don't Dance                                     | Chad e Ryan                                                | Compagni                                  | Campo di Baseball                                                          |
| You Are the Music in Me (Sharpay Version)         | Sharpay e Troy                                             | Le Sharpettes                             | L'area della Cena                                                          |
| Gotta Go My Own Way                               | Gabriella e Troy                                           | N/A                                       | La piscina del Country Club                                                |
| Bet on It                                         | Troy                                                       | N/A                                       | Campo da Golf                                                              |
| Everyday                                          | Troy e Gabriella                                           | Compagni                                  | Fuori dalla reception (L'arena del Talent Show estivo)                     |
| All for One                                       | Troy, Gabriella, Sharpay, Ryan, Chad e Taylor              | Compagni                                  | La piscina del Country Club                                                |

## Distribuzione

### Stati Uniti
La première di High School Musical 2 è il 17 agosto 2007, alle ore 20:00, negli Stati Uniti, e incluse alcuni commenti da parte del regista Kenny Ortega e alcune star del film. Il giorno dopo Disney Channel trasmise High School Musical 2: Wildcat Chat, dove le star rispondono alle domande poste dai fan. Il 19 agosto 2007, la Disney trasmette la versione karaoke del film. Il 23 maggio, DirecTV aveva annunciato la trasmissione in esclusiva in alta definizione dell'intero film il 17 agosto sul suo canale The 101.
Disney Channel ha trasmesso negli USA il programma Road to High School Musical 2 (in Italia è uscito il 23 luglio con il nome di Destinazione High School Musical 2), dall'8 giugno 2007 in attesa della première di High School Musical 2 di agosto. Il programma offre ai telespettatori un dietro le quinte che vede i protagonisti durante le riprese del film. La Prima TV Mondiale del video musicale di What Time Is It? venne mandata in onda sabato 9 giugno 2007 in tutti i Disney Channel del mondo (compreso quello italiano).
Inoltre la première di You Are The Music In Me è stata trasmessa il 13 luglio 2007, mentre qui il 16 luglio 2007.
Disney Channel On Demand trasmise in Prima TV esclusiva il film il 10 agosto 2007.
La versione Balla con Noi è stata trasmessa l'8 settembre 2007, con i passi di What Time Is It? e All for One.
La prima Mondiale della versione Pop Up del film è andata in onda il 23 novembre 2007.

### Italia
In Italia, la prima TV di High School Musical 2, arriva il 29 settembre 2007 alle 15 e include alcuni commenti da parte del regista Kenny Ortega e dalle principali star del film, come Zac Efron, Vanessa Hudgens, Ashley Tisdale, Corbin Bleu, Lucas Grabeel, Monique Coleman, Olesya Rulin, Kaycee Stroh, ecc. Il giorno dopo, Disney Channel trasmette alle 14 High School Musical e alle 17 una versione speciale del film intitolata High School Musical 2: balla con noi, dove le star rispondono alle domande poste dai fan. Lo stesso giorno della prima TV, alle 21 Disney Channel trasmette la versione karaoke del film. Successivamente, il 26 ottobre 2007, va in onda High School Musical 2: Balla con Noi dove il cast insegna i passi di All for One e What Time Is It?.
Prima del film, per dare una anticipazione, Disney Channel ha trasmesso vari teaser dove le star ingannavano l'attesa dando qualche piccola anticipazione, e soprattutto il programma Destinazione High School Musical 2 (in onda dal 23 luglio 2007 tutti i lunedì alle 20:55). Alcuni video della colonna sonora sono anche stati mostrati in esclusiva:
- What Time Is It?: 9 giugno 2007 alle 19:30.
- You Are the Music in Me: 16 luglio 2007 alle 19:30.
- I Don't Dance: 30 luglio 2007 alle 19:30.

Per il mercato italiano inoltre, sono state registrate le versioni italiane di due canzoni del film, Tu sei la musica in me e Io e te, edizioni in italiano rispettivamente di You Are the Music in Me ed Everyday, cantate entrambe dai Pquadro e la seconda anche l'aggiunta vocale di Mafy. Entrambi i brani sono contenuti nell'edizione italiana della colonna sonora del film.
Nel terrestre, la prima TV del film è avvenuta su Italia 1 (Mediaset ha comprato parte dei diritti Disney) il 17 novembre 2007, con, alle 16:00, la visione di High School Musical, alle 18:00, alcuni retroscena del secondo capitolo e, alle 19:00, la prima TV di High School Musical 2.

### Date mondiali dell'uscita
| Paese                             | Canale          | Data              |
| --------------------------------- | --------------- | ----------------- |
| Stati Uniti                       | Disney Channel  | 17 agosto 2007    |
| Canada                            | Family Channel  | 17 agosto 2007    |
| Asia ad eccezione di Taiwan       | Disney Channel  | 9 settembre 2007  |
| Giappone                          | Fuji Television | 17 settembre 2007 |
| Regno Unito, Repubblica d'Irlanda | Disney Channel  | 21 settembre 2007 |
| Australia                         | Disney Channel  | 22 settembre 2007 |
| Nuova Zelanda                     | Disney Channel  | 22 settembre 2007 |
| Germania                          | Disney Channel  | 22 settembre 2007 |
| Austria                           | Disney Channel  | 22 settembre 2007 |
| Svizzera                          | Disney Channel  | 22 settembre 2007 |
| Cile                              | Disney Channel  | 22 settembre 2007 |
| Argentina                         | Disney Channel  | 22 settembre 2007 |
| Perù                              | Disney Channel  | 22 settembre 2007 |
| Messico                           | Disney Channel  | 23 settembre 2007 |
| Repubblica Dominicana             | Disney Channel  | 23 settembre 2007 |
| Taiwan                            | Disney Channel  | 24 settembre 2007 |
| Francia                           | Disney Channel  | 25 settembre 2007 |
| America Centrale                  | Disney Channel  | 27 settembre 2007 |
| Italia                            | Disney Channel  | 29 settembre 2007 |
| Portogallo                        | Disney Channel  | 29 settembre 2007 |
| Spagna                            | Disney Channel  | 29 settembre 2007 |
| Paesi Bassi                       | Net 5           | 29 settembre 2007 |
| Polonia                           | Disney Channel  | 5 ottobre 2007    |
| Danimarca                         | Disney Channel  | 5 ottobre 2007    |
| Norvegia                          | Disney Channel  | 5 ottobre 2007    |
| Svezia                            | Disney Channel  | 5 ottobre 2007    |
| Sudafrica                         | Disney Channel  | 5 ottobre 2007    |
| Medio Oriente                     | Disney Channel  | 5 ottobre 2007    |
| Brasile                           | Disney Channel  | 7 ottobre 2007    |
| Tunisia                           |                 | 27 ottobre 2007   |
| Ungheria                          | TV2             | 2 novembre 2007   |
| Italia (Terrestre)                | Italia 1        | 17 novembre 2007  |
| India                             | Disney Channel  | 9 dicembre 2007   |
| Repubblica d'Irlanda              | RTE Two         | 27 dicembre 2007  |
| Inghilterra (Terrestre)           | BBC One         | 29 dicembre 2007  |
| Regno Unito                       | BBC HD          | 29 dicembre 2007  |
| Russia                            | Pervyj kanal    | 14 giugno 2008    |

## Accoglienza

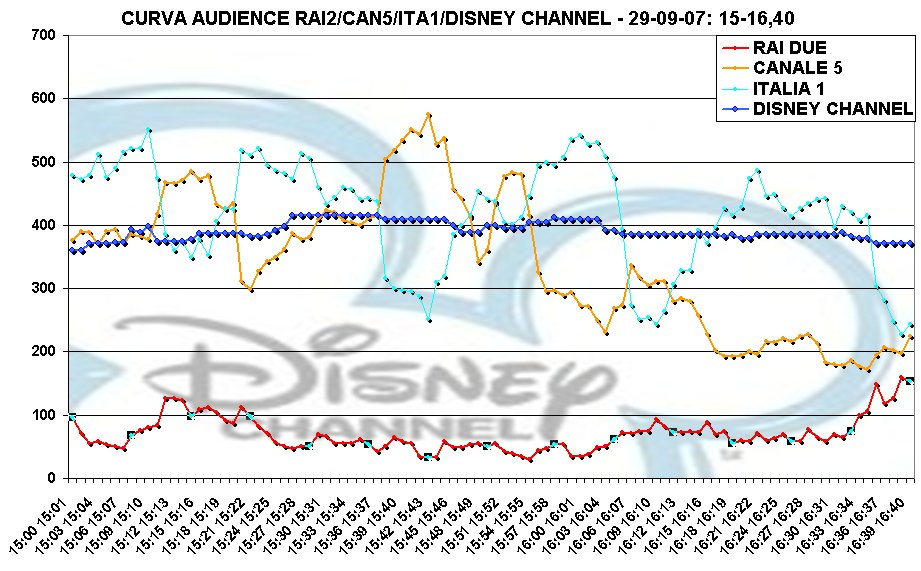
Curva di audience tra Disney Channel e le reti generaliste del pubblico 4-24.

La prima messa in onda del film del 17 agosto 2007 ha battuto diversi record, ricevendo un ascolto altissimo, precisamente di 17,2 milioni di telespettatori. Questa cifra ha fatto di High School Musical 2 l'evento più guardato nella TV via cavo (ha superato il detentore del recordMonday Night Football della ESPN risalente al 23 ottobre 2006, che fu seguito da 16 milioni di persone), il TV movie più guardato nella storia (prima era Crossfire Trail trasmesso dalla TNT il 21 gennaio 2001, che fu guardato da 15,5 milioni di spettatori), e il programma con il più alto audience della stagione estiva del 2007.
Nel Regno Unito il film è diventato il programma TV più visto di Disney Channel, ed è riuscito a battere gli ascolti di tutti gli altri canali per ragazzi di 3 anni, con 1,2 milioni di telespettatori nella sua Prima TV.
Il film dalla critica è stato ricevuto abbastanza bene, ricevendo un punteggio di 72/100 su Metacritic. Robert Bianco di USA Today' ha premiato il film con tre su quattro stelle commentando il film in modo positivo.
In Italia la Prima TV del 29 settembre 2007 su Disney Channel è stata guardata da 589.000 telespettatori e il 5,66% di share.
Per la prima TV (terrestre) del film, andata in onda il 17 novembre 2007 su Italia 1, il film ha conquistato ben 2.493.000 di telespettatori, un buon risultato rispetto alla prima TV del primo capitolo su Rai 2, soprattutto se consideriamo che contemporaneamente Rai Uno trasmetteva la partita decisiva per le qualificazioni agli europei del 2008.

## Riconoscimenti
High School Musical 2 ha vinto nella categoria Choice TV Movie ai Teen Choice Awards del 2007. Ha anche vinto un premio speciale firmato sempre Teen Choice Award per i suoi incredibili record della Prima TV.
High School Musical 2 ha vinto anche il premio "So Hot Right Now" ai Kids' Choice Awards 2007.

## Merchandising

### DVD
High School Musical 2 è uscito in DVD negli USA l'11 dicembre 2007. In Italia il 28 ottobre 2007, nel Regno Unito il 3 dicembre, in Francia il 4 dicembre. Mentre in Asia è uscito il 24 novembre 2007.
Intitolato High School Musical 2: Edizione Speciale, il DVD conterrà davvero numerosi contenuti, il karaoke originale, e il videoclip di Humuhumunukunukuapua'a.
- Contenuti speciali presenti nell'Edizione Speciale[11]
  - Il video musicale di Humuhumunukunukuapua'a
  - Il Karaoke
- Backstage Disney
  - Rehearsal Cam
- Musica
  - High School Karaoke
  - Canta le canzoni con le parole su schermo
  - Video musicali

Nello stesso giorno, uscirà anche la versione Blu-ray di High School Musical. Intitolata High School Musical: Once Again Edition.

### Libri e riviste
- High School Musical 2: The Junior Novel (14 agosto 2007)
- High School Musical 2: il libro
- High School Musical 2 Magazine (17 agosto 2007)